# Cicha Woda (Szczecin)
Cicha Woda – strumień w północno-zachodniej Polsce, prawy dopływ Jasnej Wody o długości ok. 0,7 km. Cały bieg strumienia znajduje się w granicach administracyjnych Cmentarza Centralnego w szczecińskiej w dzielnicy Zachód (Gumieńce). Uchodzi zakrytym kanałem do Jasnej Wody w południowo-zachodniej części Cmentarza.